# CONADEIP FBA 2015
La temporada 2015 de la Conferencia Premier fue la sexta temporada de la competencia de fútbol americano universitario organizada por la CONADEIP. En el torneo compitieron 20 equipos divididos en dos grupos.

## Equipos participantes
| Equipo                              | Estadio                                 | Ciudad                                 | Head coach                         |
| Grupo Independencia Revolucionaria  | Grupo Independencia Revolucionaria      | Grupo Independencia Revolucionaria     | Grupo Independencia Revolucionaria |
| ----------------------------------- | --------------------------------------- | -------------------------------------- | ---------------------------------- |
| Aztecas UDLA                        | Templo del Dolor                        | Cholula, Puebla                        | Eric Fisher                        |
| Borregos Salvajes ITESM CCM         | Disney Field                            | Ciudad de México                       | Juan Ángel Medina                  |
| Borregos Salvajes ITESM CEM         | Corral de Plástico                      | Atizapán de Zaragoza, Estado de México | Jorge Guerra                       |
| Borregos Salvajes ITESM Guadalajara | La Fortaleza Azul                       | Zapopan, Jalisco                       | Javier Iván Aguirre                |
| Borregos Salvajes ITESM Monterrey   | Estadio Tecnológico                     | Monterrey, Nuevo León                  | Leopoldo Treviño                   |
| Borregos Salvajes ITESM Puebla      | Cráter Azul                             | Puebla de Zaragoza, Puebla             | Hugo Lira                          |
| Borregos Salvajes ITESM Querétaro   | ITESM Querétaro                         | Santiago de Querétaro, Querétaro       | Edgar Cervantes                    |
| Borregos Salvajes ITESM Santa Fe    | Territorio Emprendedor                  | Ciudad de México                       | Héctor Cuervo                      |
| Borregos Salvajes ITESM Toluca      | La Congeladora                          | Toluca, Estado de México               | Horacio García Aponte              |
| Leones Universidad Anáhuac Norte    | La Cueva del León                       | Huixquilucan, Estado de México         | Guillermo Gutiérrez                |
| Tigres Blancos UMAD                 | La Jungla                               | Cholula, Puebla                        | Emmanuel Flores                    |
| Grupo Libertad                      |                                         |                                        |                                    |
| Búhos UNISON                        | Estadio Miguel Castro Servín            | Hermosillo, Sonora                     | Daniel García                      |
| Cimarrones UABC Ensenada            | Unidad Deportiva Valle Dorado           | Ensenada, Baja California              | Javier Mejía                       |
| Cimarrones UABC Mexicali            | APAM                                    | Mexicali, Baja California              | Enrique Ruiz                       |
| Cimarrones UABC Tijuana             | UABC Tijuana                            | Tijuana, Baja California               | Ricardo Licona                     |
| Coyotes UTH                         | Universidad Estatal de Sonora           | Hermosillo, Sonora                     | Pedro Alberto Aguirre              |
| Lobos Marinos ITLP                  | Estadio Municipal de la Paz             | La Paz, Baja California Sur            | Guillermo Ortalejo                 |
| Potros ITSON                        | Estadio Municipal de la Paz             | Ciudad Obregón, Sonora                 | Jorge Aguilar                      |
| Zorros CETYS Mexicali               | CETYS Mexicali                          | Mexicali, Baja California              | Fernando Fontes                    |
| Zorros CETYS Tijuana                | Estadio Margarita Astiazarán de Fimbres | Tijuana, Baja California               | Ernesto Campa                      |